# دیوید شوپ
دیوید شوپ (انگلیسی: David M. Shoup; ۳۰ دسامبر ۱۹۰۴ – ۱۳ ژانویهٔ ۱۹۸۳) ژنرال سپاه تفنگداران دریایی ایالات متحده آمریکا بود، که در فاصله سال‌های ۱۹۶۰ تا ۱۹۶۳ به‌عنوان بیست و دومین فرمانده سپاه تفنگداران دریایی فعالیت می‌کرد.
شوپ فعالیت نظامی را از سال ۱۹۲۶ در سپاه تفنگداران دریایی آمریکا آغاز کرد، از ۱۹۴۷ تا ۱۹۴۹ فرماندهی نیروی تفنگداران دریایی ناوگان اقیانوس آرام را برعهده داشت و از ۱۹۴۹ تا ۱۹۵۰ رئیس ستاد کمپ پایگاه تفنگداران دریایی پندلتون بود.
وی از ۱۹۵۰ تا ۱۹۵۱ به‌عنوان فرمانده مدرسه پایه تفنگداران دریایی فعالیت می‌کرد، از ۱۹۵۷ تا ۱۹۵۸ فرماندهی لشکر ۱ تفنگداران دریایی را برعهده داشت و از ۱۹۵۸ تا ۱۹۵۹ فرمانده لشکر ۳ تفنگداران دریایی بود. او در جنگ داخلی چین، جنگ جهانی دوم، جنگ کره و جنگ ویتنام حضور داشت و در سال ۱۹۶۳ پس از ۳۷ خدمت در نیروهای مسلح آمریکا بازنشسته شد.